# 克列緬丘格水電站
克列緬丘格水電站（烏克蘭語：Кременчуцька гідроелектростанція），是位於烏克蘭基洛夫格勒州斯维特洛沃茨克（克列緬丘格市上游），並是第聂伯河的梯級中，第三座大壩和川流的水電站。大壩的主要用途是水力發電和航行。該水壩形成的克列緬丘格水庫亦是全條河上最大的水庫。大壩有一個相關的船閘，最高能抵受 624瓦特（837,000匹馬力）的能量。大壩於1954年5月開始興建，水庫於1959年10月開始蓄水，最後一台發電機於1960年投入使用，大壩和發電廠一同於1961年落成。整個系統都是由烏克蘭水能公司（Укргідроенерго）運作。